# كهوربغي (اسماعيلي كرمان)
کهوربغي (بالفارسية: کهوربگی) هي منطقة سكنية تقع في إيران في منطقة إسماعيلي. يقدر عدد سكانها بـ 265 نسمة بحسب إحصاء 2016.